# Wiesław Olszewski (polityk)
Wiesław Cezary Olszewski (ur. 21 maja 1948) – polski polityk, ekonomista i bankowiec, wojewoda bydgoski (1994–1997).

## Życiorys
Absolwent Akademii Techniczno-Rolniczej w Bydgoszczy (magister inżynier elektronik z 1977). Uzyskał doktorat z nauk ekonomicznych na Uniwersytecie Szczecińskim (1987). W latach 1994–1997 sprawował urząd wojewody bydgoskiego z ramienia SLD. Zawodowo związany z sektorem bankowym. Objął m.in. stanowisko dyrektora Nordea Bank Polska w Bydgoszczy. Wykładowca i profesor Wyższej Szkoły Gospodarki w Bydgoszczy, od 2013 był rektorem tej uczelni.
Do 2006 sprawował mandat radnego rady miasta w Bydgoszczy, był m.in. jej wiceprzewodniczącym. W wyborach w 2006 bez powodzenia ubiegał się o reelekcję z komitetu „Nasza Bydgoszcz”.
Jest ojcem Pawła Olszewskiego, polityka Platformy Obywatelskiej. Za wspieranie syna w kampanii wyborczej przed wyborami w 2005 został wykluczony z SLD. W 2011 wrócił do tej partii.
W 1997 otrzymał Złoty Krzyż Zasługi. W 2002 został odznaczony Krzyżem Kawalerskim Orderu Odrodzenia Polski. Konsul honorowy Słowacji w Bydgoszczy.